# Geomyza tripunctata

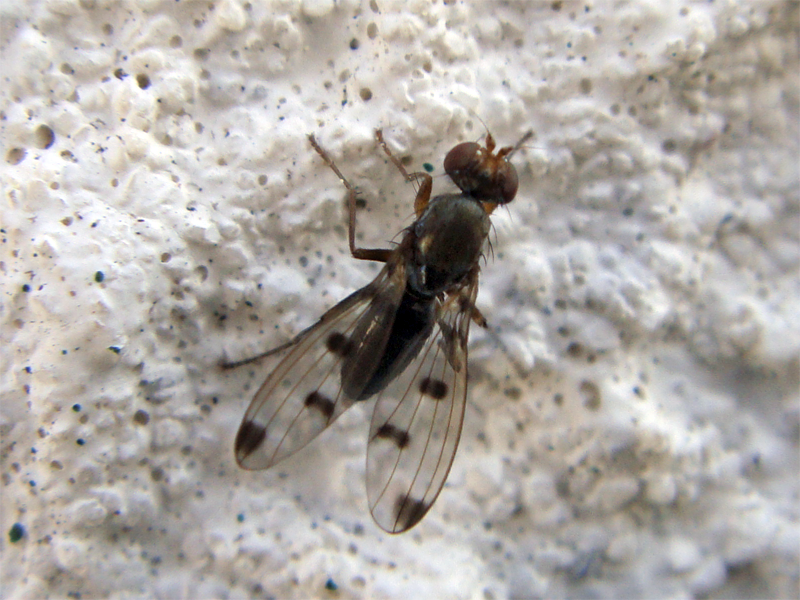
Dorsalansicht

Geomyza tripunctata ist eine Fliege aus der Familie der Grasfliegen (Opomyzidae).
Das aus dem Lateinischen abgeleitete Art-Epitheton weist auf die drei charakteristischen Flecke der Flügel hin.

## Merkmale
Die Fliegen erreichen eine Körperlänge von 3 bis 4 Millimetern. Über das bronzefarbene Mesonotum verlaufen zwei Reihen kräftiger Borsten. Der schlanke Hinterleib ist braunschwarz. Der Hinterrand der Hinterleibssegmente ist aufgehellt. Die Facettenaugen schimmern rötlich. Die Frons, der Kopfbereich zwischen den Augen, sowie die Fühler sind orange gefärbt. Der Hinterkopf weist ebenfalls Borsten auf. Die Beine sind gelbbraun gefärbt, wobei insbesondere die apikalen Enden der hinteren Femora sowie die hinteren Tibien dunkler ausfallen können. Die transparenten Flügel weisen eine dunkle Aderung auf. Die vordere Hälfte der Flügelenden ist dunkel gefärbt. Außerdem befindet sich auf etwa Zweidrittellänge im hinteren Flügelbereich sowie auf etwa Eindrittellänge im zentralen Bereich der Flügel jeweils ein größerer dunkler Fleck. 

## Verbreitung
Geomyza tripunctata ist in der westlichen Paläarktis heimisch. Die Art ist in Europa weit verbreitet. Ihr Vorkommen reicht im Süden bis nach Nordafrika, im Osten bis in den Nahen Osten. Auf den Kanaren, auf Madeira sowie auf den Azoren ist die Art ebenfalls vertreten. In Nordamerika wurde die Art vermutlich Ende des 20. Jahrhunderts eingeschleppt. Die Fliegenart hat sich dort in Südost-Kanada sowie im Nordosten und Nordwesten der Vereinigten Staaten etabliert.

## Lebensweise
Die Flugzeit dauert gewöhnlich von April bis September. Den typischen Lebensraum von Geomyza tripunctata bilden Waldränder und Wiesen. Man beobachtet die Fliegen meist, wenn sie die Blätter verschiedener Heckenpflanzen ablaufen und dabei ihre Flügel in verschiedene Richtungen spreizen. Die Larven von Geomyza tripunctata minieren in den Stängeln verschiedener Gräser und können auch als Getreideschädling auftreten. Die Entwicklungsdauer bis zur Verpuppung beträgt etwa vier Wochen.

## Taxonomie
In der Literatur finden sich folgende Synonyme:
- Geomyza bracata Rondani, 1874
- Geomyza calceata Rondani, 1874
- Geomyza pictipennis Rondani, 1874